# Mount Erebus, Alberta
Mount Erebus är ett berg i Kanada.   Det ligger i provinsen Alberta, i den centrala delen av landet, 3 200 km väster om huvudstaden Ottawa. Toppen på Mount Erebus är 2 312 meter över havet. Mount Erebus ingår i The Ramparts.
Terrängen runt Mount Erebus är bergig åt sydväst, men åt nordost är den kuperad. Trakten runt Mount Erebus är nära nog obefolkad, med mindre än två invånare per kvadratkilometer.. Det finns inga samhällen i närheten. 
Trakten runt Mount Erebus består i huvudsak av gräsmarker.